# Грачёвка (Усманский район)
Грачёвка — село Усманского района Липецкой области. Центр Грачёвского сельсовета. 
Стоит на берегах реки Байгоры при впадении в неё реки Мосоловки.
Основана в 1690 году переселенцами из село Новоуглянка; здесь им была отмежевана земля. Название — по Грачёвского плёсу (а тот, скорее всего, от фамилии Грачёв).
В 1780 году в Грачёвке построили церковь Архистратига Михаила. В 1936 году она была закрыта, а после войны разрушена.
До 1956 года Грачёвка была центром Грачёвского района.
В советское время в Грачёвке был образован колхоз имени Ленина (с 2007 года — ЗАО «Грачёвское»). В 1955 году на его средства был построен Дом культуры на 250 мест, в 1988 году — здание почтового отделения, а в 1989 году — сельская амбулатория.
В 1953 году сдано в строй здание Грачёвской средней школы.
Название села носит малая планета «Грачёвка», открытая астрономом Крымской астрофизической обсерватории  Н. С. Черных 24 сентября 1976 года. Своё имя малая планета получила в связи с тем, что в Грачёвке родились отец и мать первооткрывателя.

## Население
| 2010 | 2011 | 2012 | 2013 | 2014 | 2015 | 2016 |
| ---- | ---- | ---- | ---- | ---- | ---- | ---- |
| 910  | →910 | ↘876 | ↗880 | ↘857 | ↘853 | ↘852 |
| 2017 | 2018 | 2021 |      |      |      |      |
| →852 | ↘824 | ↘790 |      |      |      |      |